# Sexto Afrânio Burro
Sexto Afrânio Burro (Sextus Afranius Burrus, c. 5-62 d.C.), foi um militar romano, de origem gaulesa, escolhido juntamente com o filósofo Sêneca como preceptor do jovem Nero. Comandante da guarda pretoriana, teve papel decisivo na aclamação de Nero como imperador pelos soldados. Nomeado conselheiro, foi considerado boa influência nos primeiros anos do reinado de Nero, mas envolveu-se numa disputa por poder juntamente com Sêneca contra Agripina, mãe do imperador, tendo contribuído para seu assassinato, pelo menos por omissão. Pouco a pouco, foi perdendo influência e retirou-se para a vida privada. Morreu após uma enfermidade na garganta, tendo ele próprio desconfiado que fora envenenado por ordem do antigo pupilo.
O nome latino Burrus é uma variação do grego Pirrus.[carece de fontes?]